# Pi Draconis
Pi Draconis (π Draconis, förkortat Pi Dra, π Dra) som är stjärnans Bayerbeteckning, är en ensam stjärna belägen i östra delen av stjärnbilden Draken. Den har en skenbar magnitud på +4,59  och är synlig för blotta ögat. Med stjärnans beräknade avstånd minskar den skenbara magnituden med 0,063±0,10 genom skymning orsakad av mellanliggande stoft. Baserat på parallaxmätning inom Hipparcosuppdraget på 14,25 mas, beräknas den befinna sig på ett avstånd av 229 ljusår (70 parsek) från solen.

## Egenskaper
Pi Draconis är en blå jättestjärna av spektralklass A2 IIIs med ett spektrum som uppvisar skarpa absorptionslinjer. Det är en kandidat som Am-stjärna, som betyder att den har vissa kemiska särdrag. Den har en massa som är 2,7 gånger större än solens och en radie som är 3,2 gånger solens radie. Den utsänder från sin yttre atmosfär ca 60  gånger mer energi än solen vid en effektiv temperatur på 9 125 K.